# Дондуков-Корсаков, Александр Михайлович
Князь Алекса́ндр Миха́йлович Дондуко́в-Корса́ков (12 [24] сентября 1820, Санкт-Петербург — 15 [27] апреля 1893, Полоное Порховского уезда Псковской губернии) — русский военный и государственный деятель, генерал от кавалерии (16.04.1878), генерал-адъютант (26.11.1869), участник покорения Кавказа и Крымской войны, генерал-губернатор Юго-Западного края (1869—1878), главноначальствующий на Кавказе (1882—1890).
В качестве главы оккупационной администрации в Болгарии (1878—1879) стоял у истоков болгарской государственности.

## Биография
Отец — князь Михаил Александрович Дондуков-Корсаков (1794—1869, вице-президент Академии Наук в Санкт-Петербурге), герой пушкинской эпиграммы «В Академии наук…». Мать Мария Никитична (1803—1884) происходила от калмыцких ханов. Сестра Мария была известна своей благотворительной деятельностью.
Образование получил в Благородном пансионе и на юридическом факультете Санкт-Петербургского университета (вып. 1840); 20 января 1841 года в звании унтер-офицера поступил на службу в лейб-кирасирский Наследника Цесаревича полк; 17 февраля того же года произведён в юнкеры, 25 января 1842 года — в корнеты (со старшинством от 20 апреля 1841) и 6 декабря 1843 года — в поручики; 5 августа 1844 года назначен чиновником особых поручений к командиру Отдельного Кавказского корпуса генерал-адъютанту А. И. Нейдгардту с зачислением по кавалерии, а затем состоял в распоряжении главнокомандующего князя М. С. Воронцова. Кроме ведения конфиденциальной переписки главнокомандующего, Дондуков-Корсаков с 1845 года участвовал с отличием во многих боевых действиях.
В Даргинскую кампанию 1845 года под началом генерала Д. В. Пассека участвовал в штурме укреплённых Анчимеерских позиций и затем при взятии Дарго был ранен пулей в левую икру навылет. За отличие был награждён 28 ноября 1845 года орденом Св. Анны 3-й степени с бантом и 27 февраля 1846 года — золотой шашкой с надписью «За храбрость».
В кампании следующего 1846 года Дондуков-Корсаков находился в Кабарде и под начальством генерала П. П. Нестерова против Шамиля, а затем был в экспедиции отряда генерала И. М. Лабынцева в Малую Чечню.
В кампанию 1847 года участвовал в январе в походе генерала Нестерова в Галашевское ущелье для уничтожения непокорных аулов, в феврале был в набеге отряда подполковника Н. П. Слепцова на чеченские хутора и затем был командирован Воронцовым для осмотра кордонов на персидской и турецкой границах и инспектирования донских казачьих полков на постах. Вернувшись в мае на Северный Кавказ, Дондуков-Корсаков участвовал в экспедиции в Дагестан, где был при осаде и штурме аулов Гергебиль и Салты, при взятии последнего был контужен в плечо. За отличие в походах 1847 года был произведён 12 октября в штабс-ротмистры и 19 ноября награждён орденом Св. Владимира 4-й степени с бантом. В конце 1847 года перешёл в лейб-гвардии Гусарский полк, с оставлением в занимаемой должности и в декабре участвовал в походе генерала Р. К. Фрейтага на реку Гойта.
В кампанию 1848 года был в походах в составе Чеченского отряда и за отличие получил 3 декабря орден Св. Анны 2-й степени, в ноябре командирован в Персию. В следующей кампании продолжал действовать в составе Чеченского отряда; в 1850 году находился на левом фланге Кавказской линии и был в летней экспедиции на р. Самур. Осенью был командирован в Крым для встречи наследника цесаревича и сопровождал его в путешествии по Кавказу. Произведённый 20 октября в ротмистры, Дондуков-Корсаков 26 октября участвовал в бою с горцами на р. Рошня в присутствии наследника и за отличие получил 5 ноября мечи к ордену Св. Анны 2-й степени и 6 декабря 1850 года — чин полковника. В 1851 году находился на реке Белой и неоднократно бывал в перестрелках с горцами.
Будучи затем осенью 1852 года переведён в Нижегородский драгунский полк, он в 1853 году использовал заграничный отпуск для поездки в Алжир, где ознакомился с французской военной организацией и образом ведения там французами войны, имевшей сходные черты с боевыми действиями России на Кавказе.

В Крымскую войну Дондуков-Корсаков принял самое деятельное участие. За сражение при Кюрюк-Даре, где был ранен пулей в левое предплечье, он получил 28 декабря 1854 года орден Святого Георгия 4-й степени:
За отличие в сражении при Кюрук-Дара, 24 Июля 1854 г., где, командуя 3 и 4 дивизионами Драгунского Его Королевского Высочества Наследного Принца Виртембергского полка, был направлен для спасения 2-х орудий Донской № 7 батареи, опрокинул наступавших турок и вырвал из среды неприятеля захваченные орудия
Командуя Нижегородским драгунским полком (с 10 июня 1855 года), находился в составе блокадного корпуса под Карсом, за дело с турками при Джавре (при попытке прорвать блокаду) был удостоен 8 ноября того же года ордена св. Владимира 3-й степени с мечами, затем, находясь в составе отряда генерала П. П. Ковалевского, был в походе к Пеняку и бою при нём. За штурм Карса получил 17 сентября 1855 года чин генерал-майора.
С Нижегородским полком Дондуков-Корсаков участвовал и в окончательном покорении Чечни, 28 сентября 1857 года получив за зимний поход 1856 года орден св. Станислава 1-й степени. 25 октября 1858 года князь Дондуков-Корсаков, из-за столкновения с генерал-адъютантом Н. И. Евдокимовым, незаслуженно оскорбившим одного из офицеров полка, исходатайствовал себе увольнение от должности командира Нижегородского полка.
В 1860—1863 годах он был начальником войскового штаба войска Донского, 6 декабря 1860 года награждён орденом Св. Анны 1-й степени, 30 августа 1861 года произведён в генерал-лейтенанты. 5 октября 1863 года по прошению уволен от службы «за ранами».
Летом 1868 года вернулся на службу и был причислен к Министерству внутренних дел; 27 декабря 1868 года получил орден Св. Владимира 2-й степени с мечами. 6 января 1869 года князь Дондуков-Корсаков с пожалованием 26 ноября в генерал-адъютанты был назначен генерал-губернатором Юго-Западного края, 1 января 1872 года получил орден Белого орла, 30 августа 1875 года — орден Св. Александра Невского. В начале 1877 года он временно командовал Киевским военным округом, затем, по объявлении войны с турками, 13-м армейским корпусом, а в 1878 году, по отъезде с театра войны наследника цесаревича великого князя Александра Александровича, принял начальство над Восточным отрядом. В том же году 16 апреля он был произведён в генералы от кавалерии и назначен императорским российским комиссаром в Болгарии, где в 1878—1879 годах командовал там оккупационным корпусом, 29 июля 1879 года был удостоен ордена Св. Владимира 1-й степени.
В Болгарии на долю Дондукова-Корсакова выпала задача организовать новое управление страной, умиротворить страсти внутренних партий и бороться с интригами извне. Эту задачу энергичный и талантливый, чуждый рутины, проникнутый широким взглядом на вещи Дондуков-Корсаков выполнил блестяще, заслужив любовь и популярность среди болгар, которые помышляли, по свидетельству современников, возвести его на болгарский престол. При отъезде из Болгарии Дондуков-Корсаков был назначен шефом 9-й Тырновской дружины, получившей название Дондуковской. С 30 августа 1879 года состоял членом Государственного совета.
В 1880 году Дондуков-Корсаков командовал войсками Харьковского военного округа и был временным харьковским генерал-губернатором, в 1881 году занимал тот же пост в Одессе, а с 1/13 января 1882 года по 5 июня 1890 года был главноначальствующим на Кавказе и командующим войсками Кавказского военного округа; был награждён орденом Св. Андрея Первозванного (13 октября 1888 года). Под его председательством образована была комиссия, которая выработала новое положение об управлении Кавказом, введенное в 1883 году, также стоит отметить преобразование военно-народного управления и введение военно-конской повинности. При нём кавказские источники минеральных вод (пятигорские, железноводские, кисловодские, подкумские, кумагорские, абастуманские и боржомские) признаны имеющими общественное значение и приступлено к правильному их устройству. За эти труды был удостоен алмазных знаков к ордену Св. Александра Невского.
В 1881 году его именем был назван бульвар в Софии.
Умер 15 (27) апреля 1893 года в имении Полоное Порховского уезда Псковской губернии и был там же похоронен в родовой усыпальнице.
- Орден Святого апостола Андрея Первозванного (13.10.1888)
- Орден Святого Георгия 4-й степени (22.12.1854) — за отличие при Кюрюк-Дара
- Орден Святого Владимира 1-й степени (29.07.1879)
- Орден Святого Владимира 2-й степени с мечами (27.12.1868)
- Орден Святого Владимира 3-й степени с мечами (08.11.1855) — за отличие при Ах-Коме
- Орден Святого Владимира 4-й степени с бантом (19.11.1847) — за отличие при взятии Салты
- Орден Святого Александра Невского (30.08.1875)
- Алмазные знаки к ордену Святого Александра Невского (15.05.1883)
- Орден Белого орла (01.01.1872)
- Орден Святой Анны 1-й степени с мечами (06.12.1860)
- Орден Святой Анны 2-й степени (03.12.1848) — за отличие в боях Малой Чечне
- Мечи к ордену Святой Анны 2-й степени (05.11.1850) — за зимнюю экспедицию в Большую Чечню
- Орден Святой Анны 3-й степени с бантом (28.11.1845) — за отличие в боях при движении от Дарго к Герзель-Аулу
- Орден Святого Станислава 1-й степени с мечами (28.09.1857)
- Золотая шашка с надписью «За храбрость» (27.02.1846) — за отличие при взятии Дарго
- Светло-бронзовая медаль «В память войны 1853—1856» на Георгиевской ленте (1856)
- Медаль «За покорение Чечни и Дагестана» (1859)
- Медаль «За труды по освобождению крестьян» (17.05.1861)
- Медаль «За покорение Западного Кавказа» (12.07.1864)
- Светло-бронзовая медаль «В память русско-турецкой войны 1877—1878» (1878)
- Золотая медаль «В память освящения Храма Христа Спасителя» (1883)
- Медаль «В память коронации императора Александра III» (1883)
- Крест «За службу на Кавказе» (12.07.1864)
- Персидский орден Льва и Солнца 2-й степени (09.06.1849)
- Сербский орден Таковского креста 1-й степени (08.10.1881)

Почётные звания:
- Почётный казак станицы Цимлянская Войска Донского (01.10.1876)
- Почётный член Киевского Императорского университета Святого Владимира (11.05.1884)
- Член Российского Общества покровительства животным (1885)

## Сочинения
Оставил после себя мемуары, опубликованные М. М. Стасюлевичем в двух томах в 1902 и 1903 гг.; другая часть мемуаров была напечатана в нескольких книгах альманаха «Старина и новизна» в 1902—1905 гг. Также ему принадлежит исследование о генеалогии своего рода (Тифлис, 1886).

## Семья
Жена — Надежда Андреевна Кологривова (18.10.1821—08.05.1887), фрейлина двора (05.12.1837), вдова графа Г. П. Коновницына и дочь генерала от кавалерии А. С. Кологривова. Много занималась благотворительностью и за свою деятельность была пожалована в кавалерственные дамы ордена св. Екатерины (малого креста) (17.04.1879). В Новочеркасске помогала Алексеевскому детскому приюту, в Киеве состояла председательницей дамского Общества для помощи бедным, при ней в городе был открыт дом призрения для неимущих стариков, получившей позже её имя.
Во время недолгого своего пребывания в Болгарии, княгиня Дондукова-Корсакова открыла первый детский приют в Софии и организовала Софийское благотворительное общество. В период службы мужа на Кавказе состояла председательницей Женского благотворительного общества св. Нины (06.04.1882) и дамского комитета Красного Креста в Тифлисе, при ней было построено новое здание больницы и перестроено главное помещение классов в пансионе для девочек. Скончалась в Петербурге после продолжительной болезни от паралича мозга. Похоронена рядом с мужем в родовой усыпальнице в с. Полоном Порховского уезда Псковской губернии. Дети:
- Михаил (1853 — 31.01.1901), выпускник 1-й Киевской гимназии и Университета св. Владимира[8], с 1874 года служил в Кавалергардском полку, из которого вышел в отставку в 1876 году в чине поручика по причине тайной женитьбы на Марии Ивановне Ильиной (1848—1895). По словам Д. А. Милютина, он взял в жены какую-то певицу, несколькими годами старее себя. Князь Дондуков с женой обожали старшего сына, были в отчаянии и не хотели его видеть. Принимал участие в русско-турецкой войне, с 1891 года командир 1-го и 2-го Екатеринодарских казачьих полков. Умер в чине полковника.
- Николай (1858—1896), капитан 2-го ранга, был женат на графине Александре Карловне Литке (1849—1893), урожденной графине Ребиндер, разводной жене К. Ф. Литке. Супруги вместе много пили и умерли жертвами вина[9]. Детей не имели.

## Память
- В центре Софии в честь Александра Михайловича Дондукова-Корсакова назван бульвар Князь Александр Дондуков[болг.].
- Станица Дондуковская в Адыгее.